# Newtown Jets
Die Newtown Jets sind ein australischer Rugby-League-Verein aus Sydney. Zwischen 1908 und 1983 waren sie in der New South Wales Rugby League Premiership aktiv. Inzwischen spielen die Jets als Reserveteam der Cronulla-Sutherland Sharks im zweitklassigen New South Wales Cup. Heimstätte des Vereins ist seit 1933 der 30.000 Zuschauer fassende Henson Park.

## Geschichte
Die Newtown Jets zählten 1908 zu den Gründungsmitgliedern der New South Wales Rugby Football League (NSWRFL). 1910 gewannen die Jets ihren ersten Meistertitel. Dazu reichte wegen der besseren Platzierung in der Regular Season ein 4:4-Unentschieden im Grand Final gegen die South Sydney Rabbitohs. 1929 unterlag Newtown den dominanten Rabbitohs in einer Neuauflage des Endspiels mit 10:30, konnte jedoch 1933 durch 18:5 gegen die St. George Dragons die zweite Meisterschaft gewinnen. Zehn Jahre später erfolgte durch ein 34:7 gegen die North Sydney Bears der dritte Titel.
Nach dem Zweiten Weltkrieg konnten die Jets nicht mehr an frühere Erfolge anknüpfen. Zwar gewann man 1954 und 1955 die Minor Premiership, unterlag jedoch beide Male erneut den South Sydney Rabbitohs im Grand Final. Der zehnte und letzte Einzug ins Endspiel gelang 1981, als man sich den Parramatta Eels mit 11:20 geschlagen geben musste. 1983 wurde der Verein wegen finanzieller Schwierigkeiten aus der NSWRFL ausgeschlossen und setzte den Spielbetrieb in unteren Ligen fort. Über den Niedergang der Jets wurde ein Spielfilm mit dem Titel "The Final Winter" gedreht. Seit 2008 nimmt Newtown am zweitklassigen New South Wales Cup teil.

## Erfolge
- Meisterschaften (3): 1910, 1933, 1943
- Vize-Meisterschaften (7): 1913, 1914, 1929, 1944, 1954 1955, 1981